# ハーマン・J・マラー
ハーマン・ジョーゼフ・マラー（Hermann Joseph Muller、1890年12月21日 - 1967年4月5日）はアメリカの遺伝学者。ショウジョウバエに対するX線照射の実験で人為突然変異を誘発できることを発見した。この業績により1946年にノーベル生理学・医学賞を受賞している。精子バンクの提唱者でもある。

## 概要
ニューヨークに生まれコロンビア大学で学位をとる。トーマス・ハント・モーガンの研究室に入り、ショウジョウバエを用いた遺伝学研究に携わった。1920年からテキサス大学オースティン校の教職員となった。
世界恐慌を機に社会主義に目覚める。マラーの実験室にはソ連から複数の人間が訪問しており、違法な左翼学生新聞The Sparkを編集し、配布を手伝ったため、FBIに共産主義者として調査されていた。
1927年にX線によって突然変異が誘導できること（人為突然変異）を発見し、遺伝子が物質からできていることの証拠となり、その後の分子生物学の誕生にも影響を与えた。同年に科学雑誌『サイエンス』からニューカム・クリーブランド賞を受賞。また、この業績により1946年にノーベル生理学・医学賞を受賞した。また彼はX線照射による染色体への影響を観察し、逆位や欠失など様々な染色体異常を記載している。この過程で染色体末端の構造テロメアの定義も行った。
1932年にベルリンに旅行し、ニールス・ボーアやマックス・デルブリュックなど当時の重要な物理学者と会う。ナチス政権を嫌い、また共産主義に惹かれていたことからアメリカに戻らず、1933年に妻や息子と共にレニングラードに移住する。ソ連でニコライ・ヴァヴィロフに迎えられたマラーは幅広い権限が与えられ、ソビエト連邦科学アカデミーなどで遺伝学の研究を指導する。
しかし、大粛清期に勢力をつけてきたトロフィム・ルイセンコとスターリンにブルジョワ、資本主義者、帝国主義者、そしてファシズムを促進しているとして批判される。命の危険が迫っていることを悟ったマラーは1940年にスペイン経由でアメリカに帰国したことで難を逃れたが、ヴァヴィロフはルイセンコの陰謀で大粛清による犠牲となった。マラーは帰国後にアマースト大学で教職に就き、マンハッタン計画の顧問となったが、1945年に任命を解かれる。
政治活動の過去は就職を困難にさせたにもかかわらず、インディアナ大学で動物学の教職を得た。
1946年ノーベル生理学・医学賞を受賞。1951年に訪日。同年4月10日には、日本実験遺伝学会の推薦を受けて皇居で昭和天皇に引見を受け、天皇の生物学御研究所を拝観した。
1955年、ラッセル＝アインシュタイン宣言に署名した。

## ショウジョウバエに対する実験
1927年にキイロショウジョウバエの雄にX線を照射する実験を行い、放射線被ばくによる影響が子孫にも伝わること、および放射線によって突然変異を人為的に発生させられることを初めて証明した。
「突然変異がここで起きた」と証明するためにマラーは雌雄で性染色体が違うこと、及び致死遺伝子を持っていてもヘテロ接合体では生存できるケースがあることを利用し、あらかじめホモ接合体に致死となる遺伝子の乗っているX染色体（X´）を持つショウジョウバエ（外観でも区別可能な変異がある、雄はヘテロ接合体に成れないので必ず雌）を用意した。この個体を通常の雄と交配すると以下のような3つの型の子供が生まれるはずである。
| 雌（X´X）/雄（XY）               | X（通常の遺伝子）       | Y（通常の遺伝子）         |
| X´（致死と外見変異遺伝子がある） | X´X（外見変異のある雌） | -（致死のため誕生しない） |
| X（通常の遺伝子）                | XX（正常な雌）          | XY（正常な雄）            |

ところが、正常な雄にあらかじめX線を照射して（生殖細胞のX染色体に変異が起きる可能性がある）からこの変異個体と交配させ、産まれてきた変異のある雌（X´X）と別な正常な雄を交配させたところまったく雄が生まれない組み合わせが確認され、以下のような新しい致死遺伝子が父親の生殖細胞に発生したと推測ができた。
| 雌（X´X）/雄（XY）               | X（通常の遺伝子）       | Y（通常の遺伝子）         |
| X´（致死と外見変異遺伝子がある） | X´X（外見変異のある雌） | -（致死のため誕生しない） |
| X（致死遺伝子がある）            | XX（正常な雌）          | -（致死のため誕生しない） |

この実験が放射線防護において遺伝的影響を考慮する契機となり、米国科学アカデミー原子放射線の生物的影響に関する委員会(Committee on Biological Effects of Atomic Radiation; BEAR)が1956年に集団の防護基準として遺伝線量を提案、国際放射線防護委員会(ICRP)が1958年勧告においてこれを参考値として追認した。
マラーが実験を行った時代には染色体の存在は知られていたもののその細部のDNAについては研究が進んでいなかった。現在ではDNAの修復活動は人間の細胞1個では一日に百万件行われていることに対し、ショウジョウバエの精子は修復活動をしない特別なものであることが判明している。

## 発言
- 「今から1世紀か2世紀の間に・・・レーニン、ニュートン、ダ・ヴィンチ、パスツール、ベートーヴェン、オマル・ハイアーム、プースキン、孫文、マルクス・・・さらにはそういった人物の才能のすべてをあわせもつ者が、社会の大多数を占めるようになるかもしれない」(『夜の外へー生物学者の見た未来』)

## 他
- レニングラードに移住した際、同行させた秘書のレジーナは、のちにボビー・フィッシャー（チェス世界王者）の母となる。
- マラーのX線による人為突然変異を知った昆虫学者のエドワード・ニップリング（Edward F. Knipling）は、X線により害虫を不妊化させ、野外に放すことで根絶させる不妊虫放飼法を開発した。